# Astolfo Izquiel
Astolfo "El Catire" Izquiel, 1 de mayo de 1951 en Zaraza, Venezuela) es un atleta venezolano especializado en salto con pértiga, Ya retirado pero en su trayectoria logró quedar campeón nacional, multimedallista en los Juvines y empezar el ciclo olímpico ganando la medalla de oro en los Juegos Bolivarianos de 1977 en esta prueba. En su trayectoria como atleta practicaba otros deportes como softball y béisbol donde también participó en los Juvines y representó a la selección de béisbol de Venezuela.

## Raíces y principios en el deporte
Astolfo "El Catire" Izquiel es considerado el mejor atleta salido de la población de Zaraza y uno de los mejores salidos del estado Guárico.
La vida del Catire como ere llamado por sus familiares y amigos comienza en lejana población de zaraza a más de 400 km de la capital de Venezuela.
Zaraza es un pueblo agricultor ubicado en llanos venezolanos , se caracteriza por la producción de queso y de ganado, pero no se destaca por sacar deportistas de alto nivel competitivo, esa no fue razón para Astolfo que empezó la práctica de este deportes a los 15 años que al no tener una pista de atletismo tenía que saltar las vallas metálicas con palos de bambú.
Cuando tenía 17 años decide mudarse a Caracas donde estudio Educación física en la Universidad Pedagógica Experimental Libertador, llegando a representar a su universidad e los Juvines y múltiples eventos interuniversitarios.
Cuando llega a la ciudad de Caracas comienza a practicar de una manera más formal el Atletismo, logrando entrenar con leyendas del atletismo venezolano y muy amigos de él como Héctor Tomás y Carlos Faneyth, lo que lo llevó a empezar su primer y único ciclo Olímpico logrando su mayor logro como atleta "La Medalla de Oro" en los Juegos Bolivarianos de 1977  y teniendo participación en los Campeonato Sudamericano de Atletismo de 1974, 1975 y 1977 en Santiago de chile, Chile ;Río de Janeiro, Brasil y Montevideo, Uruguay respectivamente.
Después de lograr múltiples récords nacionales y ganar torneos Astolfo decide retirarse y seguir con al profesión que había estudiado. Actualmente es uno de los directores de deportes del municipio Carrizal

## Medallero histórico

### Juegos Bolivarianos
| N.º | Año  | Competencia                 | País    | Medalla |
| --- | ---- | --------------------------- | ------- | ------- |
| 8   | 1974 | Juegos Bolivarianos de 1977 | Bolivia |         |

### Juvines
| N.º | Año  | Competencia | País      | Medalla |
| --- | ---- | ----------- | --------- | ------- |
| 2   | 1972 | Juvines     | Venezuela |         |

### Campeonatos nacionales
| N.º | Año  | Competencia                                 | País      | Medalla |
| --- | ---- | ------------------------------------------- | --------- | ------- |
|     | 1972 | Campeonato Nacional de Atletismo (Pértiga)  | Venezuela |         |
|     | 1973 | Campeonato Nacional de Atletismo (Pértiga)  | Venezuela |         |
|     | 1974 | Campeonato Nacional de Atletismo (Pértiga)  | Venezuela |         |
|     | 1975 | Campeonato Nacional de Atletismo (Pértiga)  | Venezuela |         |
|     | 1976 | Campeonato Nacional de Atletismo (Pértiga)  | Venezuela |         |
|     | 1976 | Campeonato Nacional de Atletismo (Decatlón) | Venezuela |         |
|     | 1976 | Campeonato Nacional de Atletismo (Pértiga)  | Venezuela |         |
|     | 1976 | Campeonato Nacional de Atletismo (Decatlón) | Venezuela |         |

## Participaciones

### Campeonatos Sudamericano de atletismo
| N.º | Año  | Sede           | País    | Estadio |
| --- | ---- | -------------- | ------- | ------- |
| 27  | 1974 | Santiago       | Chile   |         |
| 28  | 1975 | Río de Janeiro | Brasil  |         |
| 29  | 1977 | Montevideo     | Uruguay |         |

### Juegos Bolivarianos
| N.º | Año  | Competencia                 | País    | estadio |
| --- | ---- | --------------------------- | ------- | ------- |
| 8   | 1974 | Juegos Bolivarianos de 1977 | Bolivia |         |

## Marcas y Resultados
| Año  | Competición                      | Lugar     | Puesto | Marca  |
| ---- | -------------------------------- | --------- | ------ | ------ |
| 1972 | Juvines                          | Venezuela | 1.ª    | 4,05 m |
| 1974 | Campeonato Nacional de Atletismo | Venezuela | 1.ª    | 4,06 m |
| 1975 | Campeonato Nacional de Atletismo | Venezuela | 1.ª    | 4,07 m |
| 1976 | Campeonato Nacional de Atletismo | Venezuela | 1.ª    | 4,08 m |
| 1977 | Juegos Bolivarianos              | Bolivia   | 1.ª    | 4,10 m |